# Руден (Каринтия)
Руден (нем. Ruden (Kärnten)) — коммуна (нем. Gemeinde) в Австрии, в федеральной земле Каринтия. 
Входит в состав округа Фёлькермаркт.  Население составляет 1568 человек (на 31 декабря 2005 года). Занимает площадь 42,44 км². Официальный код  —  2 08 12.

## Фотографии

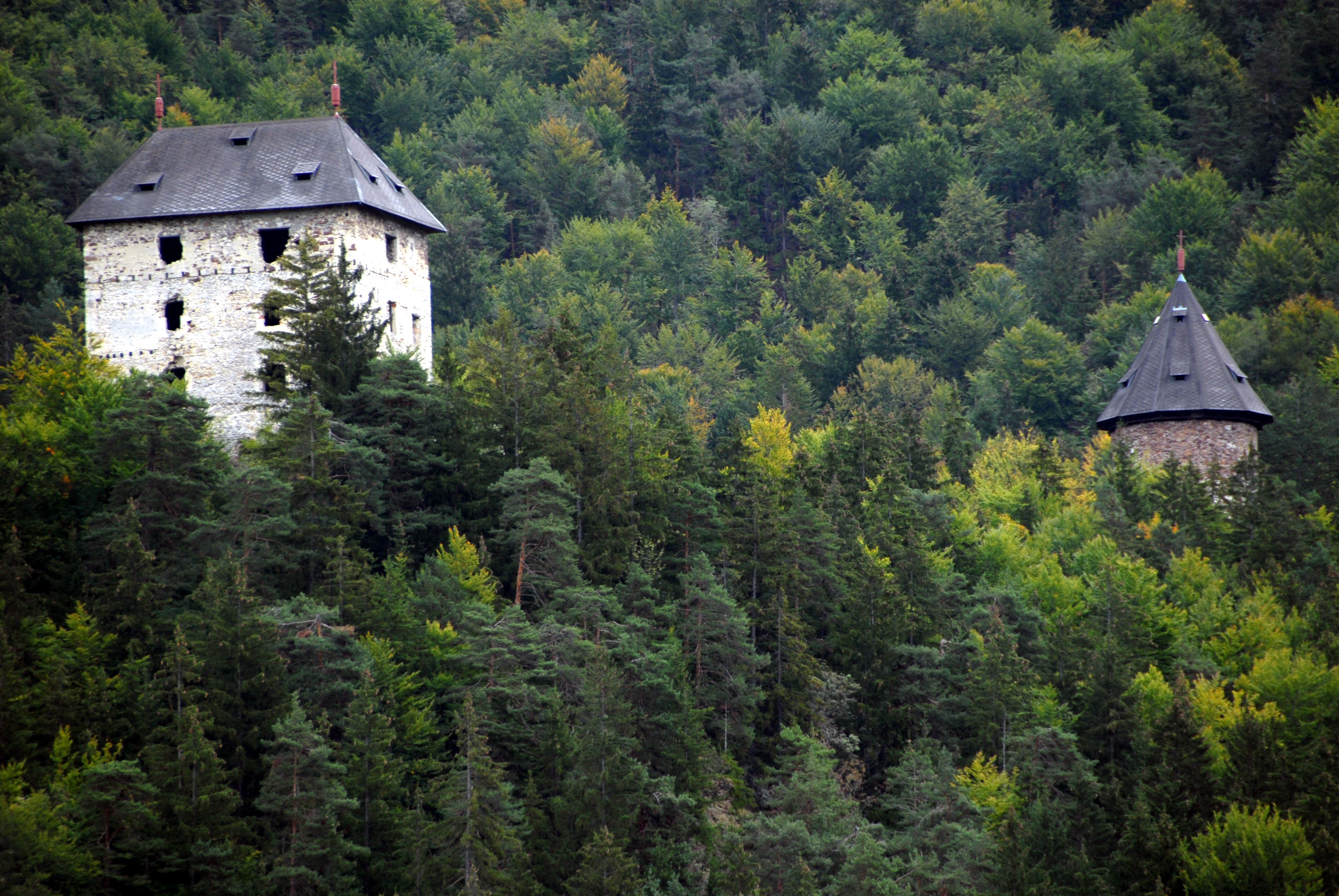
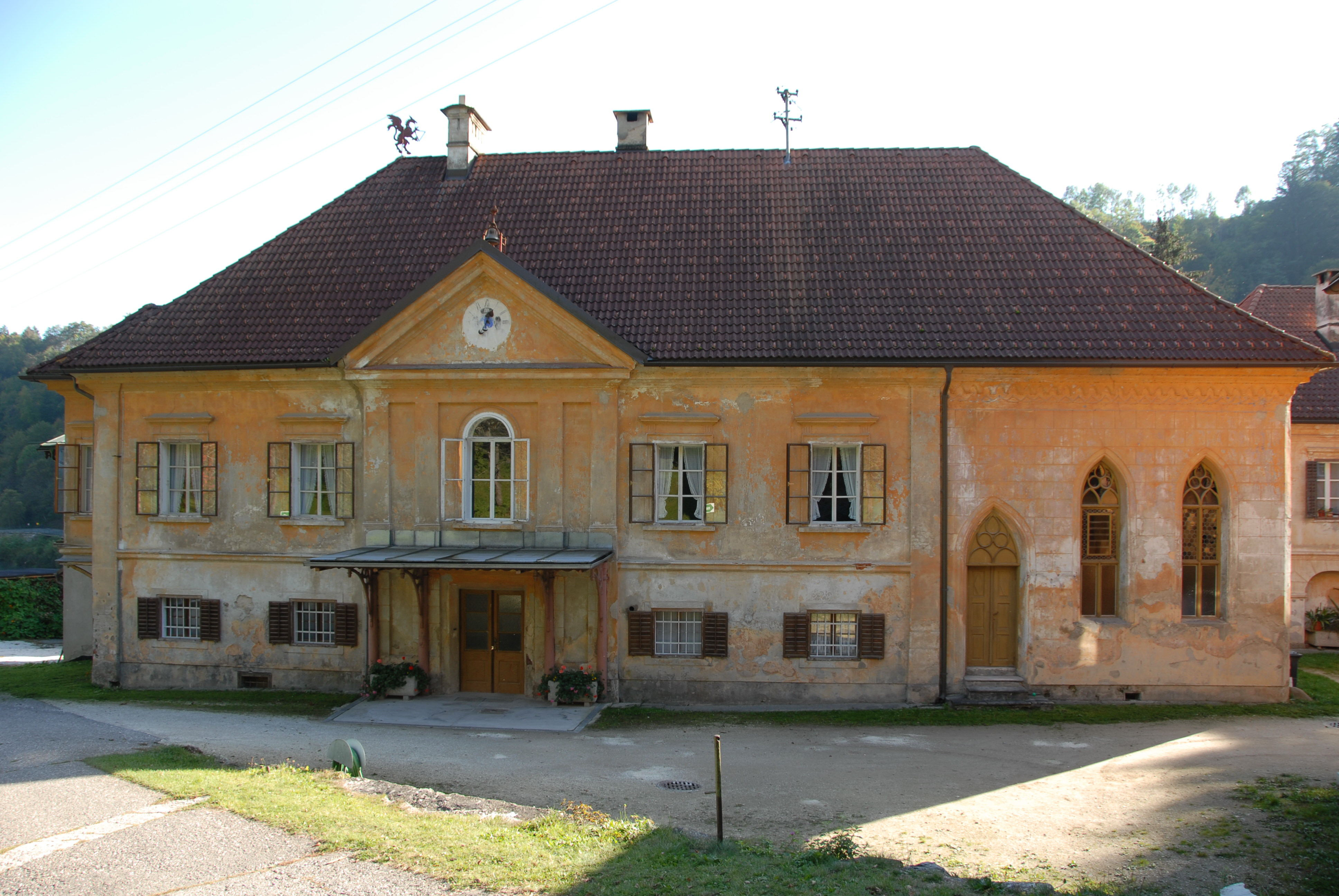
Замок
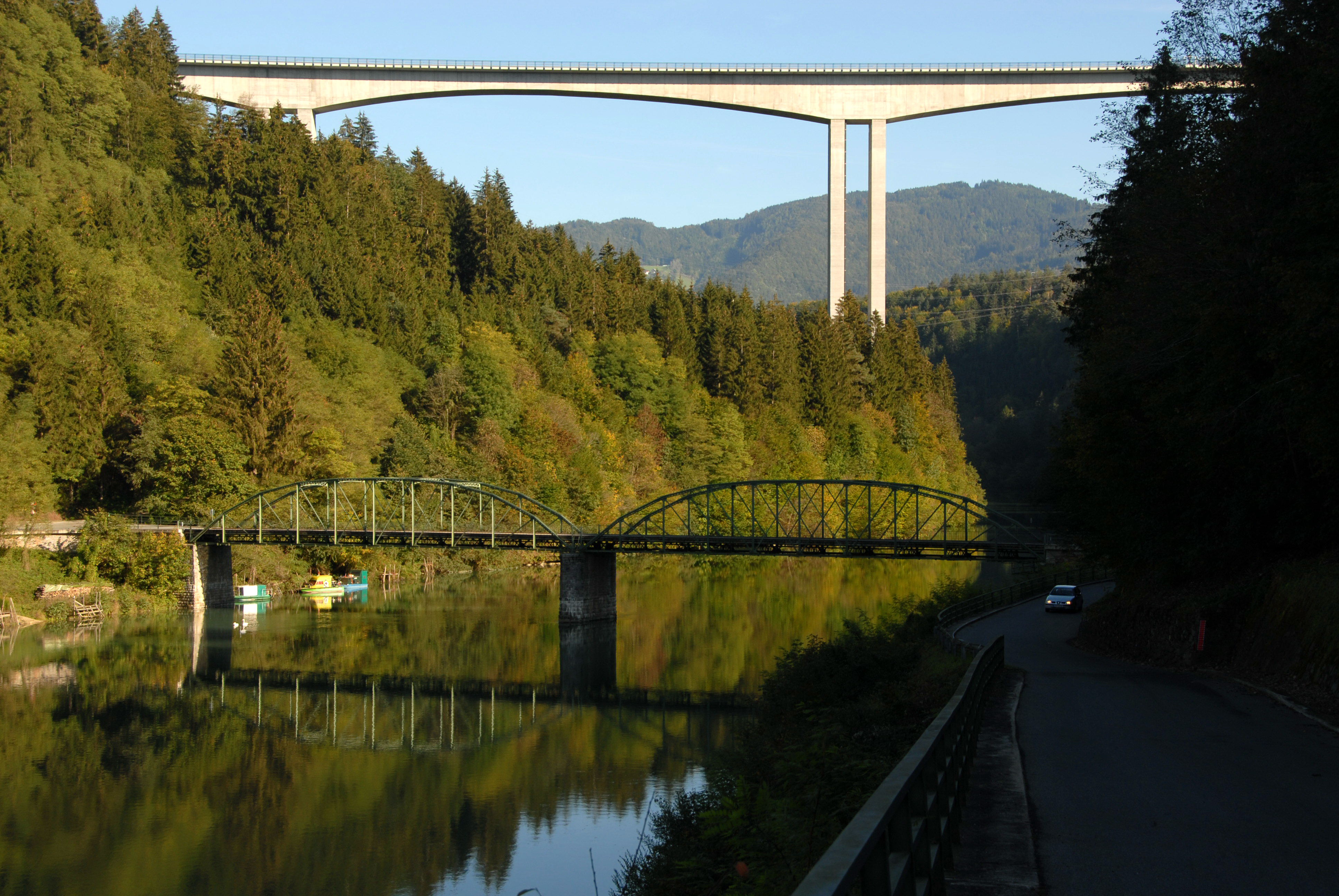

## Политическая ситуация
Бургомистр коммуны — Рудольф Скорянц (СДПА) по результатам выборов 2003 года.
Совет представителей коммуны (нем. Gemeinderat) состоит из 15 мест.
- СДПА занимает 9 мест.
- АНП занимает 4 места.
- АПС занимает 2 места.